# Paul Mayersberg
Paul Mayersberg est un scénariste, réalisateur et critique britannique, né le 18 juin 1941 à Cambridge en Angleterre (Royaume-Uni).
Dans les années 1960, il est critique pour le magazine spécialisé de cinéman, et auteur de livre Hollywood: The Haunted House (1968).

## Filmographie

### En tant que scénariste

#### Longs métrages
- 1964 : La Tombe de Ligeia (The Tomb of Ligeia) de Roger Corman (non crédité)
- 1972 : Siddhartha de Conrad Rooks
- 1976 : L'Homme qui venait d'ailleurs (The Man Who Fell to Earth) de Nicolas Roeg
- 1977 : La Disparition (The Disappearance) de Stuart Cooper
- 1983 : Furyo (Merry Christmas Mr. Lawrence) de Nagisa Oshima
- 1984 : Eureka de Nicolas Roeg
- 1986 : Héroïne (Captive) de lui-même
- 1988 : La Mort des trois soleils (Nightfall) de lui-même
- 1989 : Retour de la rivière Kwaï (Return from the River Kwai) d'Andrew V. McLaglen
- 1990 : The Last Samurai de lui-même
- 1998 : Croupier de Mike Hodges
- 1999 : Suspicion de David Bailey

#### Téléfilm
- 1987 : Le Naufragé des étoiles (The Man Who Fell to Earth) de Bobby Roth

### En tant que réalisateur

#### Longs métrages
- 1986 : Héroïne (Captive)
- 1988 : La Mort des trois soleils (Nightfall)
- 1990 : The Last Samurai

## Ouvrage
- Hollywood : The Haunted House, Stein & Day, 1968, 188 p..